# 혁거세 거서간
혁거세 거서간(赫居世 居西干, 기원전 69년~4년 음력 3월, 재위: 기원전 57년~4년)은 신라의 초대 군주이다. 
거서간은 진한의 말로 왕 혹은 귀인의 칭호라 한다. 《삼국유사》에서 일연은 혁거세 거서간이 백마가 낳은 알에서 태어났다고 하였으나 사소부인(娑蘇夫人)이 혁거세 거서간을 낳았다는 전설도 함께 전하고 있다. 혁거세의 출생과 사망, 역사는 한국의 오래된 신화로 기록되어 전해져 내려오고 있다.

## 이름
양주동의 연구에 의하면, ‘朴赫居世’의 ‘赫’과 ‘朴’은 둘다 ‘ᄇᆞᆰ’(밝다)의 뜻을 반복하여 쓴 것이다. 도수희는 삼국유사의 블구내(弗矩內)를 혁거세(赫居世)의 음차표기인 '발거누리~발거뉘'로 추정하였다.

## 생애
삼국유사가 전하는 설화에 따르면, 혁거세는 사로국 6부 촌장들이 임금을 세우는 회의를 하던 중 하늘에서 내려온 백마가 낳은 알에서 출생했다. 즉, 기원전 69년 여섯 마을의 촌장들이 각기 자기 자녀들과 함께 알천 언덕에 모여 “우리들에게는 우리들 모두를 다스려 줄 임금이 없어 모두가 안일하여 각자 자기가 하고 싶은 대로 행동하는 바람에 도무지 질서가 없다. 그러하니 덕이 있는 사람을 찾아내어 그를 임금으로 모시고 나라를 만들자.”라고 의논하였다. 그런데 그 때, 회의 장소인 알천 언덕에서 남쪽으로 그다지 멀지 않은 양산(楊山)이라는 산기슭에 번갯불 같은 이상한 기운이 보였다. 촌장들은 더 잘 보기 위해 좀 더 높은 곳으로 올라갔는데, 양산 기슭에 있는 나정(蘿井)이라는 우물 곁에서 번갯불이 솟아오르고 있었고, 그 옆에는 하얀 말 한 마리가 절하는 것처럼 한참 꿇어 엎드려 있다가 길게 소리쳐 울고는 하늘로 날아올라가 버렸다. 말이 떠나자 촌장들은 그 말이 누었던 장소로 일제히 몰려가 봤더니 그 곳에는 자줏빛의 큰 알이 하나 놓여 있었다. 촌장들이 그 알을 보고 있으니 갑자기 깨져버렸다. 그 안에 생김새가 몹시 단정하고 아름다운 한 사내아이가 있었다. 모두들 놀라고 신기해 하며, 아기를 동천(東泉)이라는 샘에 데리고 가서 몸을 씻겼다. 그러자 아기의 몸에서 광채가 나고, 짐승들이 몰려와 덩달아 노래를 부르며 춤을 추었고, 하늘과 땅이 울렁이며 태양과 달의 빛이 더욱 밝아졌다. 촌장들은 그 아이의 알이 매우 커서 박과 같다고 하여 성을 박(朴)으로 지었고 이름을 혁거세(赫(爀)居世)라고 지었다.
일연은 사소부인에게서 출생했다는 설도 기록하였다. 여기서 서술성모는 선도성모와 같은 여신이다. 사소부인의 출신지는 정확하게 전하지는 않으나 그녀가 정착하였다는 형산이란 서형산(西兄山), 선도산(仙桃山)이라고도 부르는 산으로, 천자의 딸인 혁거세 거서간 어머니가 떠나 정착하였다 한다. 일연은 천자의 나라를 자신이 살던 시대를 잘못 적용해 중국이라 착각했다.
혁거세의 부친과 관련된 기록은 전하지 않는다.
촌장들은 남산의 서쪽 기슭(지금의 창림사(昌林寺)를 지칭)에 궁궐을 짓고 신성한 두 아이를 받들어 길렀다. 사내 아이가 알에서 나왔는데 그 알이 박처럼 생겼다. 그래서 사람들이 박을 박(朴)이라 하였기 때문에 성을 박(朴)이라 하였다. 여자 아이는 그 아이가 나온 우물의 이름을 따서 이름(나정)을 지었다. 두 성인이 나이 13세가 되자 오봉(五鳳) 원년 갑자(기원전 57)에 남자는 즉위하여 왕이 되었고 이어 여자를 왕후로 삼았다. 나라 이름을 서라벌(徐羅伐) 또는 서벌(徐伐)(지금 풍속에 ‘경(京)’을 ‘서벌’이라고 하는 것은 이 때문)이라 하는데, 혹은 사라(斯羅) 또는 사로(斯盧)라고도 한다. 처음에 왕후가 계정(雞井)에서 태어났기 때문에 계림국(雞林國)이라고도 하였는데, 계룡이 상서로움을 나타냈기 때문이다. 하지만 다른 일설에 따르면, 탈해 이사금 때 김알지(金閼智)를 얻을 당시에 숲속에서 닭이 울었으므로 나라 이름을 고쳐 계림이라 하였다고도 한다. 후세에 와서 드디어 신라(新羅)라고 정하였다. 
기원전 53년(재위 5년) 1월 알영부인이 태어났다. 기원전 50년 왜인이 변경을 침략했으나, 혁거세가 신령한 덕이 있다는 말을 듣고 되돌아갔다. 기원전 41년(재위 17년) 6부를 두루 돌면서 위무하였는데, 왕비 알영부인이 따라 갔다. 농사와 양잠(누에치기)에 힘쓰도록 권하고 독려하여 땅이 주는 이로움을 다 얻도록 하였다. 기원전 39년(재위 19년) 봄 정월에 변한(卞韓)이 나라를 바쳐 항복해 왔다는 기록이 있으나, 신채호는 이를 신뢰하지 않았다.
기원전 37년(재위 21년) 수도 금성에 성을 쌓았고, 기원전 32년(즉위 26년)에 금성에 궁실을 지으니 이때 나라의 기틀이 잡혔다. 기원전 28년 낙랑이 침범하였으나, 사람들이 밤에 문을 걸어 잠그지 않고 곡식도 한데에 쌓아 들판에 널린 것을 보고서 도덕의 나라라 하여 스스로 물러갔다. 기원전 20년(재위 38년) 봄 음력 2월 마한에 사신 호공(瓠公)을 보냈는데, 조공을 바치지 않는 것을 탓하는 마한 왕에게 호공이 그럴 필요가 없다 하자, 마한 왕이 분노하여 그를 죽이려 했으나 신하들의 만류로 놓아주었다. 그리고 이듬해 마한 왕이 죽어 신하들이 마한을 정벌할 것을 권하나 혁거세는 “다른 사람의 불행을 요행으로 여기는 것은 어질지 못한 일이다.” 하여 사신을 보내 조문하였다. 이는 그 무렵 신라의 정치 체제가 바로잡혀 마한에 매여있지 않게 되어있다는 것을 말한다. 기원전 5년(재위 53년)에 동옥저(東沃沮)의 사신이 와 말 20필을 바쳤다는 기록이 있으나, 신채호는 이를 신뢰하지 않았다. 기원후 3년(재위 60년) 가을 9월 용 두 마리가 금성(金城)의 우물 안에서 나타났다. 갑작스럽게 천둥이 치면서 비가 쏟아졌다. 성의 남쪽 문에 벼락이 쳤다.
설화에 따르면 혁거세 거서간은 재위 62년 만에 하늘로 승천하였다가 7일 만에 시신이 부위별로 나뉘어 흩어져서 지상으로 떨어졌다고 전한다. 백성들이 혁거세 거서간의 나뉜 몸을 다시 하나로 모아 장사를 지내려고 하였으나 커다란 뱀 한 마리가 나타나 사람들을 쫓아내며 훼방을 놓았다. 백성들은 할 수 없이 양다리와 양팔과 몸통과 얼굴을 따로 묻어 혁거세 거서간의 무덤은 5개가 되었고 혁거세 거서간의 무덤들을 오릉(五陵)이라고 부르게 되었다. 뱀 때문에 혁거세 거서간의 나뉜 몸을 따로 묻어서 사릉(巳陵)이라고도 한다. 오릉(五陵)은 담암사(曇巖寺) 북쪽에 있다.
박혁거세를 후대에 만들어진 가상의 시조로 보는 견해가 있다. 현재까지 발견한 신라 금석문에 박혁거세란 이름이 전무하며 박씨 왕에 대한 기록 또한 없다. 『신당서』권220, 동이열전145, 신라전에 '왕성 김, 귀인 박(王性 金, 貴人 朴)'이라 기록된 점도 이를 뒷받침 한다.

## 박씨 족보와의 차이
신라 박씨 족보는 혁거세 거서간의 장남 박특(朴忒)을 신라 개국공신으로 기록 하고 있어 혁거세 거서간의 출생이 사료의 기록(기원전 69년)보다 이를 것이라 추측할 수 있는 근거를 제공하고 있다. 하지만 현존하는 각종 박씨 관련 보학 자료들이 조선 중기 또는 후기 이전에 소급되지 않는다는 사실을 고려할 때 일단은 12세기에 편찬된 《삼국사기》와 13세기 편찬된 《삼국유사》의 내용을 정설로 보고 있다. 박씨 문중에 박혁거세가 처음 등장한 것은 고려 중기 1158년 박경산 묘지명인데 《삼국사기》찬진 13년 후다.

## 가족 관계
- 모후 : 선도산 성모(仙桃山聖母)
  - 왕비 : 알영부인(閼英夫人,기원전 53년~4년)
    - 장남 : 박특(朴忒)
    - 차남 : 남해 차차웅(南解次次雄)
    - 삼남 : 박민(朴忞)
    - 딸 : 아로공주(阿老公主)
    - 딸 : 이알평(李謁平)에게 출가

## 같이 보기
- 인물
  - 박특: 혁거세 거서간의 장남
  - 남해 차차웅: 혁거세 거서간의 차남
  - 사소부인: 혁거세 거서간의 어머니
  - 소벌도리(또는 소벌공): 고허촌 촌장
  - 알영부인: 혁거세의 왕후
- 나라
  - 사로국
  - 신라
- 영화
  - 천년호
- 부여
  - 금와왕(金蛙王, 기원전 60년경~기원전 24년경)
- 고구려
  - 동명성왕 (기원전 37년 ~ 기원전 19년)
  - 유리명왕 (기원전 19년 ~ 서기 18년)
- 백제
  - 온조왕 (기원전 18년~서기 29년)
- 전한
  - 전한 선제(기원전 91년 ~ 기원전 49년)

## 참고 문헌
- 김부식 (1145). 〈권제1 혁거세 거서간 條〉. 《삼국사기》.
- 일연 (1281). 〈〈권제1〉 신라시조 혁거세왕 條〉. 《삼국유사》.
- 신채호 (1948). 〈제4편 제4장 3. 신라의 건국〉. 《조선상고사》. 종로서원.